# Vredesakkoord van Taif
Op 22 oktober 1989 werd in Taif het Vredesakkoord van Taif (Arabisch: اتفاقية الطائف) ondertekend door het parlement van Libanon. Dit verdrag wordt algemeen beschouwd als een belangrijke factor in het einde van de Libanese burgeroorlog die plaatsvond tussen 1975 tot 1990.
Het verdrag, dat werd gesponsord door Saoedi-Arabië en Marokko en gefinancierd door de Libanese zakenman en latere minister-president van Libanon, Rafik Hariri, legde de basis voor de verzoening tussen de verschillende fracties in Libanon. 
Het Vredesakkoord van Taif bepaalde onder meer dat het Libanese kabinet voortaan gelijkelijk verdeeld dient te worden tussen moslims en christenen, wat betekende dat de christenen hun meerderheid opgaven. Daarnaast bevat het akkoord de intentie om de invloed van de Libanese regering uit te breiden tot over geheel Libanon, inclusief het toenmalig door Israël bezette zuidelijk deel van het land. Daartoe roept het akkoord op tot overleg met Syrië aangaande terugtrekking van de Syrische troepen die waren gelegerd in Libanon. Ook wordt bepaald dat de diverse milities in Libanon hun wapens dienen neer te leggen.
De president Michel Aoun verwierp het Vredesakkoord, maar andere christelijke politici accepteerden het verdrag. Overige invloedrijke politieke leiders zoals de Druzenleider Walid Jumblatt en sjiietenleider Nabih Berri legden zich neer bij het Vredesakkoord ondanks kritiek dat het te veel tegemoetkwam aan de eisen van de soennitische moslims.
Alhoewel sommige bepalingen in het Vredesakkoord van Taif in de praktijk zijn opgevolgd, zoals de herschikking van het parlement en de ontwapening van diverse milities, is van andere punten niets terechtgekomen. Een belangrijk punt, de terugtrekking van troepen door Syrië, werd ontkracht door middel van het Libanees-Syrische Samenwerkingsverdrag van 1991 en ook de Hezbollah-groepering gaf geen gehoor aan de oproep tot ontwapening.